# Şahin İmranov
Şahin İmranov ( 1980. szeptember 23.) azeri ökölvívó.

## Amatőr eredményei
- 2002-ben ezüstérmet szerzett az Európa-bajnokságon pehelysúlyban.A döntőben az orosz Raimkul Malahbekovtól szenvedett vereséget.
- 2004-ben Azerbajdzsánt képviselte az olimpián, ahol már a második meccsén a nyolc közé jutásért kikapott a későbbi bajnok orosz Alekszej Tyiscsenkotól.
- 2006-ban újra ezüstérmet szerzett az Európa-bajnokságon pehelysúlyban.A döntőben az orosz Albert Szelimovtól szenvedett vereséget.
- 2007-ben a világbajnokságon a nyolcaddöntőben 15:9 arányú pontozásos vereséget szenvedett a indiai Anthresh Lalit Lakrától.
- 2008-ban bronzérmes az olimpián pehelysúlyban.